# Thomas Howard, 21:e earl av Arundel

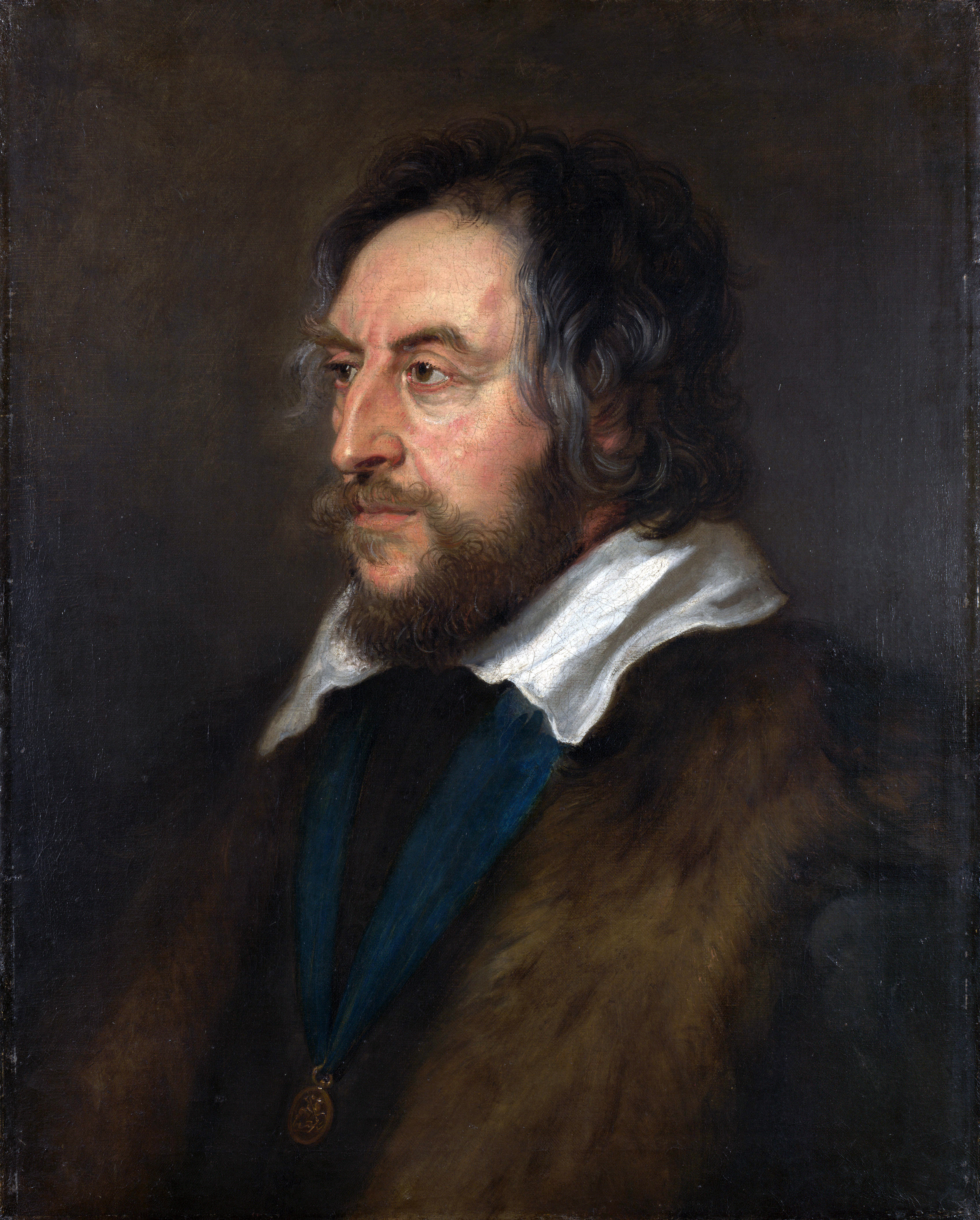
Thomas Howard. Porträttmålning av Peter Paul Rubens

Thomas Howard, 21:e earl av Arundel, 4:e earl av Surrey, 1:e earl av Norfolk, född den 7 juli 1586, död den 4 oktober 1646 i Padua, var en brittisk konstsamlare. Han var son till Philip Howard, 20:e earl av Arundel, brorson till Thomas Howard, 1:e earl av Suffolk samt far till Henry Howard, 22:e earl av Arundel och William Howard, 1:e viscount Stafford i sitt äktenskap med lady Aletha Talbot. 
Howard återfick faderns förverkade titlar 1603 av Jakob I samt återköpte småningom de indragna familjegodsen, bland annat släktresidenset i London, Arundel House, som han försåg med rik konstnärlig utsmyckning. 
Han övergick 1615 från katolicismen till anglikanska högkyrkan, blev 1616 rådsmedlem och sökte som sådan i allmänhet inta en medlande ståndpunkt mellan enväldets och parlamentets anhängare. 
Howard grundade den första större konstsamlingen i England; från 1615 uppköpte han dels under sina resor, dels genom agenter i utlandet konstsaker i stor skala (mest antika statyer och byster, gemmer och så vidare) för sitt galleri i Arundel House.
År 1642 eskorterade han vid inbördeskrigets utbrott drottning Henrietta Maria till kontinenten och tillbragte sedan sina sista år i Italien. Hans värdefulla tavelsamling skingrades, men antiksamlingen skänktes 1667 till Oxfords universitet.